# こうのす川幅うどん

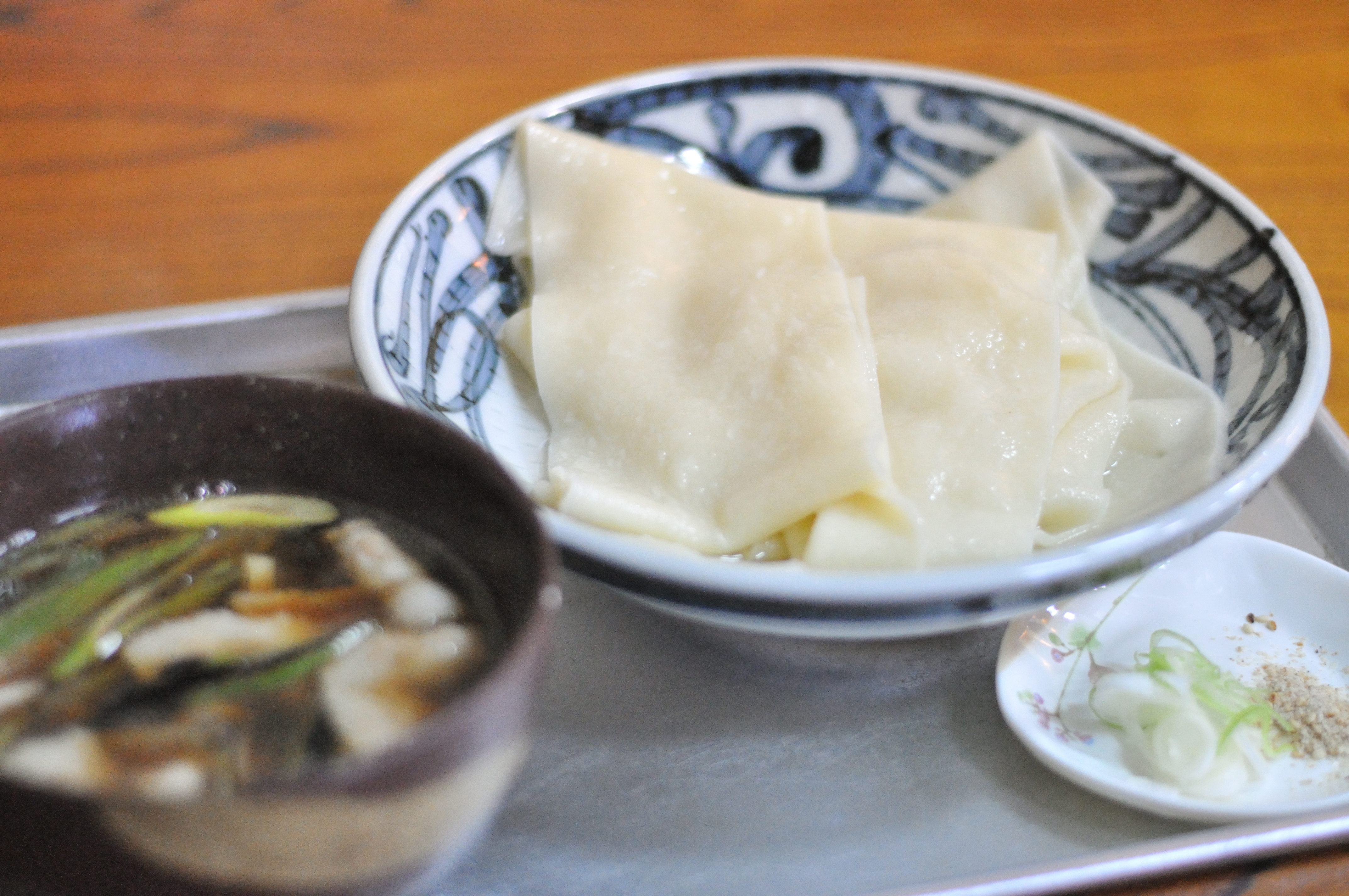
鴻巣市の川幅うどん

こうのす川幅うどんは、埼玉県鴻巣市で提供されているご当地麺料理である。川幅とは市内西部を流れる荒川の川幅が日本一であることに由来する。知名度は低いが、めんの幅の広さでは、テレビでもときどき紹介される「桐生ひもかわうどん」と双璧をなす。

## 概要

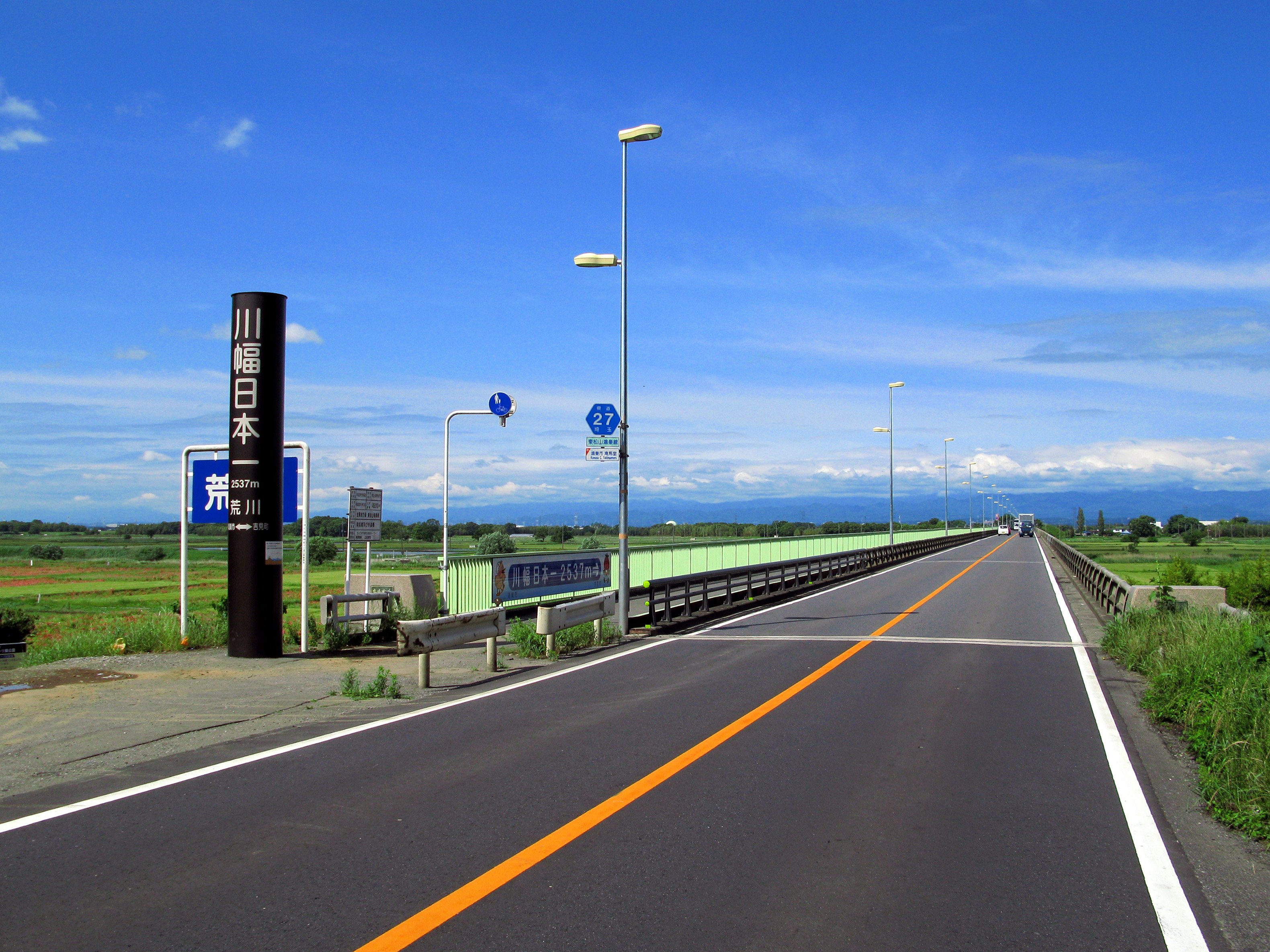
「こうのす川幅うどん」の名称の由来となった荒川にかかる御成橋と川幅日本一を示す標柱。

国土交通省が定める川幅とは河川敷を含めた両岸の堤防までの間の距離としている。鴻巣市内での荒川で常時水が流れる幅は数十mほどだが、2008年2月に国土交通省荒川上流河川事務所の調査によって、鴻巣市と吉見町を結ぶ埼玉県道27号東松山鴻巣線の間の荒川の距離が2,537mあることが確認され、日本最長の川幅として認定された。
こうした経緯から、2009年に鴻巣市はまちおこしの一環として市内の飲食店に「川幅日本一」にちなんだうどんの開発を依頼し、同年8月に「こうのす川幅うどん」が誕生した。麺の幅が7cmから8cmといった様に通常の麺類より幅広いことや、川の流れをモチーフにした滑らかな食感が特徴であるが、味やうどんの幅は各店舗ごとに異なるという。
2012年の時点で「こうのす川幅うどん」は市内の10店舗で、ラーメンや乾麺を含めると13店舗で販売されているが、麺類以外にも海鮮丼、ハンバーグ、和菓子、漬物、パン、カツ、パスタなどの川幅にちなんだ料理の開発が行われていることから、市ではこれらの総称を「川幅グルメ」として紹介している。

## 埼玉B級ご当地グルメ王決定戦
埼玉県主催による埼玉県内のご当地グルメを競う埼玉B級ご当地グルメ王決定戦には第6回大会から出場し、第12回大会で遂に優勝を果たした。
| 回数 | 開催日程         | 開催地                                               | 参加 | 結果   |
| ---- | ---------------- | ---------------------------------------------------- | ---- | ------ |
| 6    | 2010年5月3日-4日 | さいたま市・大宮ソニックシティ                       | 24   | 準優勝 |
| 7    | 2010年11月21日   | 加須市・加須はなさき水上公園                         | 40   | 4位    |
| 8    | 2011年5月1日     | さいたま市・埼玉スタジアム2002公園                   | 40   | 8位    |
| 9    | 2011年11月26日   | 北本市・北本総合公園                                 | 36   | 準優勝 |
| 10   | 2012年11月23日   | 草加市・綾瀬川左岸広場                               | 36   | 3位    |
| 11   | 2013年10月13日   | 飯能市・飯能市役所駐車場及び飯能市立富士見小学校校庭 | 40   | 6位    |
| 12   | 2015年3月22日    | 草加市・綾瀬川左岸広場                               | 40   | 優勝   |